# Henri Manhès
Henri Manhès fue un resistente francés, compañero del Partido Comunista francés, nacido el 9 de junio de 1889 en Étampes y fallecido el 24 de junio de 1959 en Niza.

## Biografía
Henri Frédéric Alfred Manhès nació el 9 de junio de 1889 en Étampes. Fue hijo de Félix Manhès, contador, y Charlotte Pernaux. Estudió derecho durante dos años antes de cumplir su servicio militar en 1910. Durante la Primera Guerra Mundial, fue condecorado con la Croix de Guerre por sus acciones.
En 1936, se unió al gabinete de Pierre Cot en el Ministerio del Aire, donde entabló amistad con Jean Moulin.

### Resistencia y deportación
En enero de 1941, Henri Manhès facilita ante la subprefectura de Grasse (Alpes-Marítimos) la obtención del pasaporte falso de Jean Moulin. En abril de 1941, se une a la Resistencia y se incorpora a las Fuerzas Francesas Libres bajo el nombre de Frédéric Monceau, con el rango de teniente coronel.
Durante 1942 y 1943, actúa como representante de Jean Moulin en la zona norte ocupada y establece contacto con Ceux de la Résistance.
Henri Manhès es arrestado por la Gestapo el 3 de marzo de 1943 en París. Fue encarcelado, interrogado y luego internado en el campo de tránsito del Frontstalag 122 de Royallieu-Compiègne. Fue deportado en el convoy del 22 de enero de 1944 (con 2006 hombres) al campo de concentración de Buchenwald, donde se le asignó el número de matrícula 42040. En el campo, dirigió junto con Marcel Paul el "Comité de Intereses Franceses" y llegó a ser su presidente.

### Después de la guerra
En octubre de 1945, Henri Manhès funda junto a Marcel Paul la Federación Nacional de Deportados y Internados Resistentes y Patriotas (FNDIRP). Cuando Marcel Paul es nombrado ministro de la Producción Industrial el 21 de noviembre de 1945, Henri Manhès se une a su gabinete.
Fue nombrado Compañero de la Liberación por decreto del 19 de octubre de 1945.
En 1949, cuando David Rousset comenzó a denunciar los campos soviéticos después de relatar los campos nazis en "L'Univers concentrationnaire", Henri Manhès y la asociación de Buchenwald lanzaron acusaciones contra él, las cuales Rousset rechazó como calumnias.
Henri Manhès falleció el 25 de junio de 1959 en Niza. Fue enterrado en el cementerio del Père-Lachaise (97.ª división).

## Distinciones
Henri Manhès recibió numerosas condecoraciones, entre las cuales se destacan:
- Comandante de la Legión de Honor
- Compañero de la Liberación por decreto del 19 de octubre de 1945
- Cruz de guerra 1914-1918 con 5 menciones

- Cruz de guerra 1939-1945 con 2 menciones

- Medalla de la Resistencia Francesa por decreto del 31 de marzo de 1947

- Medalla de fugitivos
- Cruz de Combatiente Voluntario 1914-1918

- Croix du Combattant Volontaire de la Guerre de 1939-1945
- Croix du Combattant
- Croix du Combattant Volontaire de la Resistencia
- Medalla Interaliada de la Victoria
- Medalla Conmemorativa de la Guerra 1914-1918
- Medalla Conmemorativa Francesa de la Guerra 1939-1945
- Medalla Conmemorativa de los Servicios Voluntarios en la Francia Libre
- Cruz de guerra (Bélgica)
- Cruz de la Guerra de Checoslovaquia (1939 - 1945)